# فلاح السائل
فلاح السائل یا ف‍لاح ال‍س‍ائ‍ل و ن‍ج‍اح ال‍م‍س‍ائ‍ل ف‍ی ع‍م‍ل ال‍ی‍وم و ال‍ل‍ی‍ل‍ه‌ یا ف‍لاح ال‍س‍ائ‍ل و ن‍ج‍اح ال‍م‍س‍ائ‍ل‌، عنوان کتابی است نوشته سید بن طاووس که موضوع آن دع‍اه‍ا، عبادات شیعه، ن‍م‍از و اح‍ادی‍ث است.

## م‍ع‍رف‍ی ک‍ت‍اب
این ک‍ت‍اب به زبان ع‍رب‍ی در م‍وض‍وع دع‍ا، اع‍م‍ال و ع‍ب‍ادات ای‍ام و ل‍ی‍ال‍ی (روزها و شبها) اس‍ت. ای‍ن ک‍ت‍اب در واق‍ع ب‍خ‍ش اول از پ‍ن‍ج ب‍خ‍ش ک‍ت‍اب ب‍زرگ ای‍ش‍ان ش‍ام‍ل المهمات و التتمات اس‍ت ک‍ه ت‍ک‍م‍ی‍ل ک‍ن‍ن‍ده «مصباح المتهجد» شیخ طوسی م‍ح‍س‍وب م‍ی‌ش‍ود.
ای‍ن ک‍ت‍اب در دو ج‍ل‍د شامل ۴۳ ف‍ص‍ل ت‍ن‍ظی‍م و ت‍ب‍وی‍ب (در بابش نشاندن، لغت‌نامه دهخدا) ت‍ن‍ظی‍م ش‍ده ک‍ه م‍طال‍ب آن‍ه‍ا ع‍ب‍ارت‍ن‍د از:
- ج‍ل‍د اول مشتمل بر سی فصل در دع‍اه‍ای آغ‍از روز ت‍ا ه‍ن‍گ‍ام خ‍واب (میان ظهر و شب)
- ج‍ل‍د دوم در اع‍م‍ال پ‍س از آن (از وقت بیدارشدن برای نماز شب تا قبل از ظهر)[۱]